# バトラー郡 (ミズーリ州)

バトラー郡の位置

バトラー郡（英：Butler County）は、アメリカ合衆国ミズーリ州にある郡である。2000年現在の国勢調査では人口40,867人で、郡庁所在地はポプラ・ブラフ (Poplar Bluff)である。郡は1849年に、隣のウェイン郡の一部から分離して組織された。
バトラー郡の名前はケンタッキー州下院議員を務め、アメリカ合衆国副大統領の候補者にもなったが落選した、ウィリアム・オーランド・バトラー（en:William Orlando Butler）に因んで名づけられ、初めての会議は1849年6月18日に行われた。

## 地理
アメリカ合衆国統計局によると、この郡は総面積1,810 km2 (699 mi2) である。このうち1,807 km2 (698 mi2) が陸地で、4 km2 (1 mi2) が水地域である。総面積の0.20%が水地域となっている。

### 隣接郡
- ウェイン郡（北）
- ストッダード郡（東）
- ダンクリン郡（南東）
- クレイ郡 (アーカンソー州)（南）
- リプリー郡（西）
- カーター郡（北西）

### 主な幹線道路
- 国道60号線
- 国道67号線
- 国道160号線
- ミズーリ州道51号線
- ミズーリ州道53号線
- ミズーリ州道142号線

## 人口動静

バトラー郡の人口ピラミッド

2000年現在の国勢調査で、この郡は人口40,867人、16,718世帯、及び11,318家族が暮らしている。人口密度は23/km2 (59/mi2) である。10/km2 (27/mi2) の平均的な密度に18,707軒の住居が建っている。この郡の人種的構成は白人92.16%、アフリカン・アメリカン5.22%、先住民0.56%、アジア系0.44%、太平洋諸島系0.01%、その他の人種0.26%、及び混血1.36%である。人口の1.01%がヒスパニックまたはラテン系である。ドイツ人31.7%、アメリカ人13.8%、イギリス人11.6%、アイルランド人10.5%をそれぞれ祖先に持っている。
16,718世帯のうち、29.70%が18歳未満の子供と一緒に生活しており、52.50%は夫婦で生活している。11.60%は未婚の女性が世帯主であり、32.30%は家族以外の住人と同居している。28.00%は独身の居住者が住んでおり、12.70%は65歳以上で独居である。1世帯の平均人数は2.39人であり、家庭の場合は2.91人である。
この郡内の住民は24.20%が18歳未満の未成年、18歳以上24歳以下が8.40%、25歳以上44歳以下が26.60%、45歳以上64歳以下が24.10%、及び65歳以上が16.70%にわたっている。中央値年齢は39歳である。女性100人ごとに対して男性は92.00人いて、18歳以上の女性100人ごとに対して男性は87.10人いる。
この郡の世帯ごとの平均的な収入は27,228米ドルであり、家族ごとの平均的な収入は33,371米ドルである。男性は27,449米ドルに対して女性は19,374米ドルの平均的な収入がある。この郡の一人当たりの収入 (per capita income) は15,721米ドルである。人口の18.60%及び家族の14.00%は貧困線以下である。全人口のうち18歳未満の25.90%及び65歳以上の16.90%は貧困線以下の生活を送っている。

## 都市及び町
都市
- フィスク（en:Fisk, Missouri）
- ニーリービル（en:Neelyville, Missouri）
- ポプラ・ブラフ（en:Poplar Bluff, Missouri）
- クリーン（en:Qulin, Missouri）

町（未編入領域）
- ブロズリー（en:Broseley, Missouri）
- ファーグス（en:Fagus, Missouri）
- ハービエル（en:Harviell, Missouri）
- ヘンドリクソン（en:Hendrickson, Missouri）
- ラムバウアー（en:Rombauer, Missouri）

## 郡区
バトラー郡は10の郡区に分かれている。
- アッシュヒル（Ash Hill）
- ビーバーダム（Beaver Dam）
- ブラックリバー（Black River）
- ケーン・クリーク（Cane Creek）
- クーン・アイランド（Coon Island）
- エップス（Epps）
- ギルス・ブラフ（Gillis Bluff）
- ニーリー（Neely）
- ポプラ・ブラフ（Poplar Bluff）
- セント・フランソワ（St. Francois）